# Distretto regionale di Alberni-Clayoquot
Il distretto regionale di Alberni-Clayoquot è un distretto regionale della Columbia Britannica, Canada di 30 664 abitanti, che ha come capoluogo Port Alberni.

## Comunità
- Città
  - Port Alberni
- Municipalità di distretto
  - Tofino
  - Ucluelet
- Villaggi e aree esterne ai comuni
  - Alberni-Clayoquot A
  - Alberni-Clayoquot B
  - Alberni-Clayoquot C
  - Alberni-Clayoquot D
  - Alberni-Clayoquot E
  - Alberni-Clayoquot F